# Eddie Vedder
Eddie Vedder, właśc. Edward Louis Severson III (ur. 23 grudnia 1964 w Evanston) – amerykański muzyk rockowy, wokalista zespołu Pearl Jam.
W 2006 piosenkarz został sklasyfikowany na 23. miejscu listy 100 najlepszych wokalistów wszech czasów według „Hit Parader”.

## Życiorys

### Wczesne lata
Urodził się w Evanston w stanie Illinois jako syn Karen Lee Vedder i Edwarda Louisa Seversona, Jr. (zm. na stwardnienie rozsiane). Jego rodzina była pochodzenia norweskiego, szwajcarskego, holenderskiego, niemieckiego, duńskiego i angielskiego. W 1965 jego rodzice rozwiedli się, matka ponownie wyszła za mąż za Petera Muellera, z którym miała syna Chrisa.
O poświęceniu swojego życia muzyce Ed zadecydował już w wieku 13 lat, będąc pod wrażeniem muzyki takich zespołów jak The Who, Ramones oraz Pete’a Townshenda. W wieku 16 lat sam zaczął zarabiać na swoje życie, wyprowadzając się z domu po tym, jak dowiedział się, że mężczyzna, którego do tej pory uważał za swojego ojca, wcale nim nie jest, a jego prawdziwy ojciec już nie żyje.

### Kariera
Pracował w nocy na stacji benzynowej, a popołudniami wałęsał się po różnych klubach muzycznych San Diego, pomagając za darmo różnym kapelom w rozkładaniu ich sprzętu. W jednej z nich spotkał ex-perkusistę Red Hot Chili Peppers – Jacka Ironsa, który dał mu kasetę z pięcioma instrumentalnymi utworami swoich kolegów z Seattle, którzy właśnie poszukiwali wokalisty. Vedder szybko napisał do muzyki słowa, nagrał swój wokal na kasetę nazwaną Momma-Son, na której znalazły się wersje demo Alive, Once oraz Footsteps i odesłał na adres Stone’a Gossarda. Tydzień później przyleciał do Seattle, a 22 października 1990 Eddie wraz z zespołem zagrali swój pierwszy koncert w klubie Off Ramp w Seattle.
Grał z Ramonesami na ich pożegnalnym koncercie w 1997, z The Who, The Doors, Neilem Youngiem, Neilem Finnem czy REM. W 2007 wydał swój pierwszy solowy album z muzyką do filmu Seana Penna Wszystko za życie (Into the Wild, 2007). Za piosenkę „Guaranteed” otrzymał Złoty Glob w 2008.
Współpracował z takimi artystami jak The Who, Ramones, Neil Young, R.E.M., Neil Finn, Bad Religion, Cat Power, Mike Watt, Wellwater Conspiracy, Jack Irons, John Doe, The Strokes, Nusrat Fateh Ali Khan, Susan Sarandon, Zeke, Pete Townshend, Paul McCartney, The Rolling Stones, U2, Bruce Springsteen, Robert Plant, Roger Waters, Sting, Peter Gabriel, Cat Stevens, Chris Martin, Flea, Beyoncé, Bryan Adams, Ben Harper, Jack Johnson, Roger Daltrey, Jay-Z, Kings of Leon, Dave Grohl, Chad Smith, Perry Farrell, Cheap Trick, The Strokes, Beck, Sheryl Crow, Jerry Cantrell, Andrew Stockdale, Joshua Homme, Mike Ness, Neil Young, Guided by Voices, Ace Frehley, Dave Matthews, Elvis Costello, X, Tim Robbins, Johnny Depp, Adam Sandler, Jeanne Tripplehorn, Glen Hansard, Simon Townshend czy Joe Elliott.

## Życie prywatne
3 czerwca 1994 roku ożenił się z Beth Liebling, basistką zespołu Hovercraft, jednak we wrześniu 2000 małżeństwo zakończyło się rozwodem. 18 września 2010 na Hawajach poślubił modelkę Jill McCormick. Mają dwie córki: Olivię (ur. 11 czerwca 2004) i Harper Moon Margaret (ur. 23 września 2008). Jest wegetarianinem i aktywnym działaczem na rzecz ochrony środowiska, jego wielką pasją jest także surfing.

## Dyskografia

### albumy solowe
- 2007: Into the Wild (wyd. J Records)[9]
- 2011: Ukulele songs (wyd. Universal)[9]
- 2022: Earthling (wyd. Republic Records)[12]

### Single
- 2007: "Hard Sun"[9]
- 2007: "Into the Wild"[9]
- 2007: "Guaranteed"[9]

### Inne / Występy gościnne
- Temple of the Dog – Temple of the Dog (1991)
  - "Hunger Strike"
  - "Pushin Forward Back"
  - "Your Saviour"
  - "Four Walled World"
- The 30th Anniversary Concert Celebration: Bob Dylan Tribute (1993)
  - "All Along the Watchtower" (Eddie Vedder i Mike McCready)
- Bad Religion – Recipe for Hate (1993)
  - "American Jesus"
  - "Watch It Die"
- Mike Watt – Ball-Hog or Tugboat? (1995)
  - "Big Train"
  - "Against the 70's"
- Neil Young – Mirror Ball (1995)
  - "Peace & Love"
- Dead Man Walking: Music from and Inspired by the Motion Picture (1996)
  - "Face of Love" (Eddie Vedder i Nusrat Fateh Ali Khan)
  - "Long Road" (Eddie Vedder i Nusrat Fateh Ali Khan)
- Fastbacks – New Mansions in Sound (1996)
  - "Girl's Eyes"
- Gary Heffern – Painful Days (1996)
  - "Passin' Thru'"
- Kerouac – kicks joy darkness (1997)
  - "Hymn" (Eddie Vedder w/ Hovercraft)
- Tibetan Freedom Concert (1997)
  - "Yellow Ledbetter" (koncertowy, Eddie Vedder i Mike McCready)
- Ramones – We’re Outta Here! (1997)
  - "Any Way You Want It"
- Pete Townshend – Pete Townshend Live: A Benefit for Maryville Academy (1999)
  - "Magic Bus" (live)
  - "Heart to Hang Onto" (live)
- Cradle Will Rock: Soundtrack (1999)
  - "Croon Spoon" (Eddie Vedder i Susan Sarandon)
- Free the West Memphis 3 (2000)
  - "Poor Girl" (The Supersuckers i Eddie Vedder)
- Wellwater Conspiracy – The Scroll and Its Combinations (2001)
  - "Felicity's Surprise"
- America: A Tribute to Heroes (2001)
  - "Long Road" (koncertowy, Eddie Vedder i Mike McCready i Neil Young)
- Neil Finn – 7 Worlds Collide (2002)
  - "Take a Walk" (koncertowy)
  - "Stuff and Nonsense" (koncertowy)
  - "I See Red" (koncertowy)
  - "Parting Ways" (koncertowy)
- We're a Happy Family – A Tribute to Ramones (2003)
  - "I Believe in Miracles" (Eddie Vedder & Zeke)
  - "Daytime Dilemma (Dangers of Love)" (Eddie Vedder & Zeke)
- Cat Power – You Are Free (2003)
  - "Good Woman"
  - "Evolution"
- The Who – Live at the Royal Albert Hall (2003)
  - "I'm One" (live)
  - "Gettin' in Tune" (live)
  - "Let's See Action" (live)
  - "See Me, Feel Me" (live, z Bryanem Adamsem)
- Pete Townshend – Magic Bus/Live in Chicago (2004)
  - "Magic Bus" (live)
  - "Heart to Hang Onto" (live)
- Jack Irons – Attention Dimension (2004)
  - "Shine on You Crazy Diamond"
- Eddie Vedder and the Walmer High School Choir – The Molo Sessions (2005)
  - "Long Road"
  - "Love Boat Captain"
  - "Better Man"
- A Brokedown Melody: Original Soundtrack (2006)
  - "Goodbye"
- I'm Not There: Original Soundtrack (2007)
  - "All Along the Watchtower" (Eddie Vedder & The Million Dollar Bashers)